# Polymera (Polymera) albitarsis
Polymera (Polymera) albitarsis is een tweevleugelige uit de familie steltmuggen (Limoniidae). De soort komt voor in het Neotropisch gebied.